# Tỉnh tự trị Tuva
Tỉnh tự trị Tuva (tiếng Nga: Туви́нская авто́номная о́бласть, đã Latinh hoá: Tuvinskaya avtonomnaya oblast) là một vùng tự trị của Liên Xô tạo ra vào ngày 11 Tháng 10 năm 1944 sau khi nhà nước Cộng hòa Nhân dân Tuva bị sáp nhập bởi Liên Xô. Vào ngày 10 tháng 10 năm 1961, nó được biến thành Cộng hòa Xã hội chủ nghĩa Xô viết tự trị Tuvan.